# جبل الإكليل
جبل الإكليل عبارة عن جبل بركاني خامد يقع في منطقة المدينة المنورة غرب السعودية، ويقع تحديداً في حرة خيبر. يبلغ ارتفاع الجبل نحو 1938 م.